# Eberhard Schnepf
Eberhard Schnepf (* 4. April 1931 in Nürnberg; † 10. April 2016) war ein deutscher Biologe, der an der Ruprecht-Karls-Universität Heidelberg lehrte.
Sein botanisches Autorenkürzel lautet „Schnepf“.

## Leben
Nach einer Lehre als Gärtner studierte Schnepf ab 1952 Botanik, Zoologie, Chemie und Physik an der Universität München. Da in München ein Studium der Phytopathologie nicht möglich war, wechselte er 1954 an die Universität Bonn, wo ihm 1958 der Doktorgrad für seine Arbeiten zu Darstellung und Bau der Ektodesmen verliehen wurde. Nach der Promotion arbeitete er als wissenschaftlicher Assistent am Botanischen Institut der Philipps-Universität in Marburg, wo er mit seinen Arbeiten über Zellbiologie und Physiologie der Pflanzendrüsen die Grundlage für seine Habilitation im Jahr 1963 legte. Danach folgten zwei Jahre als Dozent am Pflanzenphysiologischem Institut der Georg-August-Universität in Göttingen. In dieser Zeit analysierte er endosymbiotische Organismen, darunter die Algen Glaucocystis und Geosiphon.
1966 wurde er außerordentlicher Professor am Lehrstuhl für Zellenlehre und biologische Elektronenmikroskopie der Universität Heidelberg. 1970 wurde er zum ordentlichen Professor ernannt und blieb bis zu seiner Emeritierung im Jahr 1996 Lehrstuhlinhaber. Zu seinen Forschungsgebieten gehörten unter anderem die Ultrastruktur pflanzlicher Zellen, die Zellkompartimentierung, die Struktur pflanzlicher Zellwände, die Morphogenese pflanzlicher Zellen, die Struktur und Taxonomie der Algen sowie die Symbiogenese der Plastiden.
1966 schlug er die Kompartimentierungsregel vor, nach der Membranen die Zellflüssigkeit in eine plasmatische und eine nichtplasmatische Phase unterteilen.

## Werke
- Eberhard Schnepf. Untersuchungen über Darstellung und Bau der Ektodesmen und ihre Beeinflußbarkeit durch stoffliche Faktoren. Bonn, Math.-naturwiss. Fakultät., Diss. v. 12. Nov. 1958.
- Eberhard Schnepf. 1966. In: (P. Sitte, ed.) Funktionelle und morphologische Organisation der Zelle Springer, Berlin, Heidelberg, New York, pp 372-393.
- Eberhard Schnepf. Sekretion und Exkretion bei Pflanzen. In  Protoplasmatologia, Bd. 8.,  Physiologie des Protoplasmas, Springer Wien 1969.

## Mitgliedschaften und Ehrungen
- Mitglied der Akademie der Naturforscher Leopoldina, seit 1974.
- Gründungsmitglied der Gesellschaft für Zellbiologie (1975)[1]
- Korrespondierendes Mitglied der Akademie der Wissenschaften zu Göttingen seit 1982.
- 1984: Ehrendoktorwürde der Universität Thessaloniki